# Échantillonnage stratifié

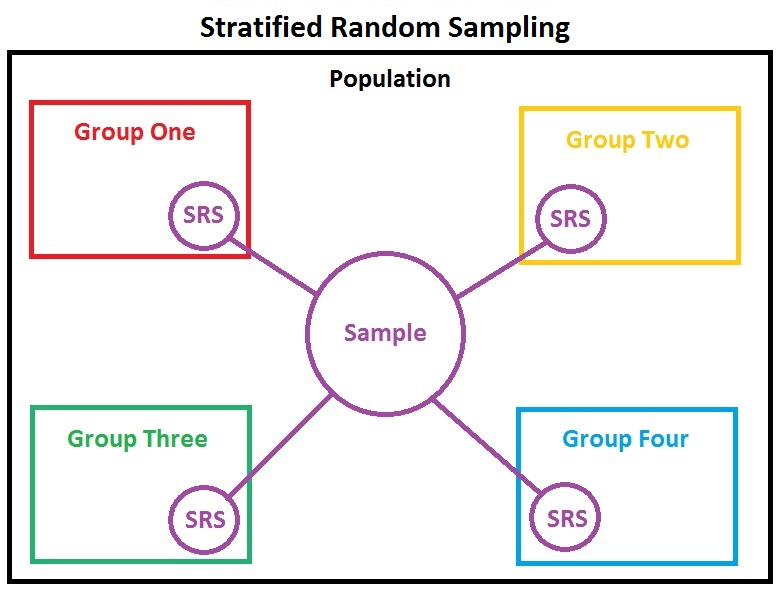
Vous prenez un échantillon aléatoire stratifié en divisant d'abord la population en groupes homogènes (semblables en eux-mêmes) (strates) qui sont distincts les uns des autres, c'est-à-dire. Le groupe 1 est différent du groupe 2. Ensuite, choisissez un EAS (échantillon aléatoire simple) distinct dans chaque strate et combinez ces EAS pour former l'échantillon complet. L'échantillonnage aléatoire stratifié est utilisé pour produire des échantillons non biaisés.

En statistique, un échantillonnage stratifié est une méthode d'échantillonnage à partir d'une population.
Dans un sondage, lorsque des sous-populations varient au sein d'une population générale, il peut être avantageux de sélectionner un échantillon au sein de chaque sous-population (ou strates). 
La stratification est le processus consistant à diviser la population générale en sous-groupes homogènes avant l'échantillonnage. Les strates doivent être mutuellement exclusives : chaque élément de la population est assigné à une strate unique. Par ailleurs, aucun élément de la population générale ne peut être omis. L'échantillonnage est alors appliqué au sein des strates. Cette méthode permet parfois de réduire l'erreur d'échantillonnage.